# Deinacrida fallai
Deinacrida fallai é uma espécie de insecto da família Anostostomatidae.
É endémica da Nova Zelândia.